# Florian Geyer
Florian Geyer (narozen okolo roku 1490 v Giebelstadtu, Dolní Franky – 10. června 1525 v Gramschatzer Wald u Würzburgu) byl německý rytíř a diplomat.

Florian Geyer

## Život
Byl nejmladší ze tří bratrů. Po otcově předčasné smrti zdědil úctyhodné jmění i rozsáhlé pozemky, které mu neomezeně dovolily být finančně bezstarostný a mít svobodný život.
V roce 1517 byl po sporu o daně s nadací v Neumünsteru, která po něm požadovala zaplatit 350 let starou pohledávku bez potvrzení exkomunikován. V roce 1519 sloužil jako vazal markraběte Kazimíra von Ansbach ve vojsku švábského spolku jako velitel žoldnéřů v trestné expedici proti hraběti Ulrichovi von Württenberg a mimo jiné také proti jeho správci v Möckmühlu, Götzovi von Berlichingen.
Roku 1519 vstoupil Geyer na přání svého lenního pána markraběte Kazimíra von Brandenburg-Ansbach-Bayreuth do služeb jeho bratra, velmistra německého řádu Albrechta von Brandenburg-Preussen, aby ho podpořil při hrozícím vypořádávání s králem Polska, jakožto zkušeného velitele. V letech 1515–1523 byl ve velmistrových službách jako velitel oddílu, pro kterého, když se vojenská situace nevýhodně vyvinula, navštěvoval evropské dvory v diplomatických misích. Vedl roku 1520 jednání o klidu zbraní s Polskem a zúčastnil se jednání „Schweinfurtských rytířských dnů“.
V tom samém roce doprovázel svého knížete na rozhovor s Martinem Lutherem ve Wittenbergu. Byl přesvědčeným přívržencem Luthera a při vypuknutí selské války v roce 1525 byl činný jako poradce a vůdce jednání tauberských sedláků. Mimo jeho pomoci při organizování selského vojska a vypracování strategických zásad postavil ze svého jmění několik set mužů čítající silnou základní skupinu v selské armádě všeobecně známé jako „Černé houfy“. Jako vyjednávači se mu podařilo vyhrát více malých měst mimo jiné Rothenburg. Vedl vyjednávání mezi Würzburgem a markrabětem Kazimírem von Brandenburg-Ansbach-Bayreuth. V boji proti zemskému knížectví jeho cílem bylo odstranění církevních a šlechtických výsad opírajících se o evangelium, jakožto morální podklad. Díky svým vyhraněným názorům se nedokázal prosadit u radikalizujících sedláků a narazil i vzhledem ke svému šlechtickému původu na nedůvěru. Nejdříve, když skupiny švábského spolku se pod vedením Georga Truchsesse von Waldburg-Zeil se daly na pochod proti sedlákům a zasadily jim těžké porážky, byl na radu Geyera učiněn pokus o vyjednání míru a to prostřednictvím jeho vlastního lenního pána markraběte Kazimíra. Geyer odcestoval do Rothenburgu čekat na Kazimírovu eskortu. Po porážce sedláků v rozhodující bitvě u Ingolstadtu a Königshofenu, byl na eskortu čekající Geyer radními města Rothenburg z města vyhoštěn a odjel s koněm sám na sever. V noci ze dne 9. června na 10. června byl dvěma poddanými svého švagra Wilhelma von Grumbacha v Gramschatzkém lese u Würzburgu zavražděn a oloupen. O osudu jeho těla není nic známo.

## Vznik legend
Vzhledem k dobrovolnému vzdání se života v luxusu a bez vlastního ručení za svoje přesvědčení se hodil Florian Geyer daleko lépe než pochybná figurka Götze von Berlichingen za vzor a byl ideology a demagogy devatenáctého a dvacátého století instrumentalisován – 8.jízdní divize SS a jejich píseň Florian Geyer lied.